# Coniceromyia femoralis
Coniceromyia femoralis är en tvåvingeart som beskrevs av Borgmeier 1963. Coniceromyia femoralis ingår i släktet Coniceromyia och familjen puckelflugor.
Artens utbredningsområde är Peru. Inga underarter finns listade i Catalogue of Life.